# Fourchu (Acadie)
Pour les articles homonymes, voir Fourchu.
 Fourchu  est une communauté acadienne sur la route 247 dans le comté de Richmond au Cap-Breton, en Nouvelle-Écosse, au Canada.